# Ducat de Santisteban del Puerto
El ducat de Santisteban del Puerto és un títol nobiliari espanyol que fou creat el 20 d'agost de 1738 pel rei Felip V d'Espanya en favor de Manuel de Benavides y Aragón. El títol va néixer com una simple senyoria i després va esdevenir en comtat. Pràcticament durant tota la seva història va ser ocupat pel cap de la Casa de Benavides, una casa d'aristòcrates andalusos grans latifundistes de la província de Jaén.
El primer senyor de Santisteban va ser Men Rodríguez de Benavides, que va esdevenir-ho el 1371 per concessió del rei Enric II per la seva participació en diverses campanyes militars que van endegar els Trastàmara. El 1473 s'eleva la senyoria a comtat pels seus èxits militars al servei de la corona i el 20 d'agost de 1739 rep el privilegi d'esdevenir ducat per concessió de Felip V.
L'any 1806 morí la darrera titular del ducat de la Casa de Benavides i el títol passà a la casa de Medinaceli. L'actual titular és Victoria Medina y Conradi, que també és marquesa de Solera i marquesa de Cogolludo.

## Llista de titulars
|                              | Titular                                                         | Període              |
| Concessió d'Enric II         | Concessió d'Enric II                                            | Concessió d'Enric II |
| ---------------------------- | --------------------------------------------------------------- | -------------------- |
| I                            | Men Rodríguez de Benavides                                      | 1371-1381            |
| II                           | Gómez Méndez de Benavides                                       | 1381-1385            |
| III                          | Diá Sánchez de Benavides                                        | 1385-1413            |
| IV                           | Men Rodríguez de Benavides                                      | 1413-1454            |
| Elevat a comtat per Enric IV |                                                                 |                      |
| I                            | Diá Sánchez de Benavides                                        | 1473-1478            |
| II                           | Men Rodríguez de Benavides                                      | 1478-1491            |
| III                          | Francisco de Benavides                                          | 1491-1518            |
| IV                           | Diego de Benavides                                              | 1518-1562            |
| V                            | Francisco de Benavides                                          | 1562-1580            |
| VI                           | Diego de Benavides y de la Cueva                                | 1580-1586            |
| VII                          | Francisco de Benavides y de la Cueva                            | 1582-1640            |
| VIII                         | Diego de Benavides y Bazán                                      | 1640-1666            |
| IX                           | Francisco de Benavides Dávila y Corella                         | 1666-1716            |
| X                            | Manuel de Benavides y Aragón                                    | 1716-1739            |
| Elevat a ducat per Felip V   |                                                                 |                      |
| I                            | Manuel de Benavides y Aragón                                    | 1739-1748            |
| II                           | Antonio de Benavides y de la Cueva                              | 1748-1782            |
| III                          | Joaquina María de Benavides y Pacheco                           | 1782-1805            |
| IV                           | Luis Joaquín Fernández de Córdoba y Benavides                   | 1805-1840            |
| V                            | Luis Tomás Fernández de Córdoba y Ponce de León                 | 1840-1873            |
| VI                           | Luis María Fernández de Córdoba y Pérez de Barradas             | 1873-1879            |
| VII                          | Luis Jesús Fernández de Córdoba y Salabert                      | 1880-1956            |
| VIII                         | Victoria Eugenia Fernández de Córdoba y Fernández de Henestrosa | 1956-1969            |
| IX                           | Luis de Medina y Fernández de Córdoba                           | 1969-2011            |
| X                            | Victoria Francisca de Medina y Conradi                          | 2011-Avui            |